# Illa Flaherty
Flaherty és l'illa més gran del grup de les illes Belcher, a la badia de Hudson. Administrativament pertany a la regió de Qikiqtaaluk de Nunavut, Canadà. Té una superfície de 1.585 km² i el seu punt més alt es troba a tan sols 34 msnm.
La comunitat inuit de Sanikiluaq es troba a la seva costa nord i és la comunitat més al sud de Nunavut. El 2021 tenia 1.010 habitants.
L'illa rep el seu nom en honor a l'antropòleg visual Robert J. Flaherty.